# 最高裁判所
- アメリカの最高裁判所
- カザフスタンの最高裁判所

- スイスの最高裁判所
- アルゼンチンの最高裁判所

- 日本の最高裁判所
- オーストラリアの最高裁判所

- インドの最高裁判所
- ガーナの最高裁判所

最高裁判所（さいこうさいばんしょ）は、下級裁判所やその他の機関には覆すことが認められない判決を下す権限を有する最上級の司法裁判所である。

## 概説
組織上の位置付け、与えられた権限等は国によって様々であり、日本の最高裁判所のように一国における司法行政を統括する権限をもつものや、憲法裁判所と行政裁判所が別にある国もある。憲法裁判所を持たず、コモン・ローを採用する国は最高裁判所の判決に準拠する。

## 歴史
最高裁判所の起源は1787年にアメリカ合衆国憲法を起草する上で行われたフィラデルフィア憲法制定会議にあった。憲法制定会議では立法府と行政府での権力分立が議題に挙がる中、司法府を作ることは当時では斬新な提案であったとされる。イギリスの司法は国王の主権の一部として機能していた。憲法制定会議の代議員達は司法が行政、立法を監視する機能を与えることで安定すると提議した。
最終的に代議員達は最高裁判所、議会が任命する下級裁判所から成る司法府を成立する事で最高裁判所が創立されることになる。やがて、アメリカの最高裁判所は世界各国の最高裁判所創立に影響を与えた。

## 日本の最高裁判所
日本の最高裁判所は、民事裁判・刑事裁判等においては上訴裁判所であるが、行政機関としてする分限裁判では事実審と法律審を兼ねる（一審制）。所在地は東京都千代田区隼町4番2号。

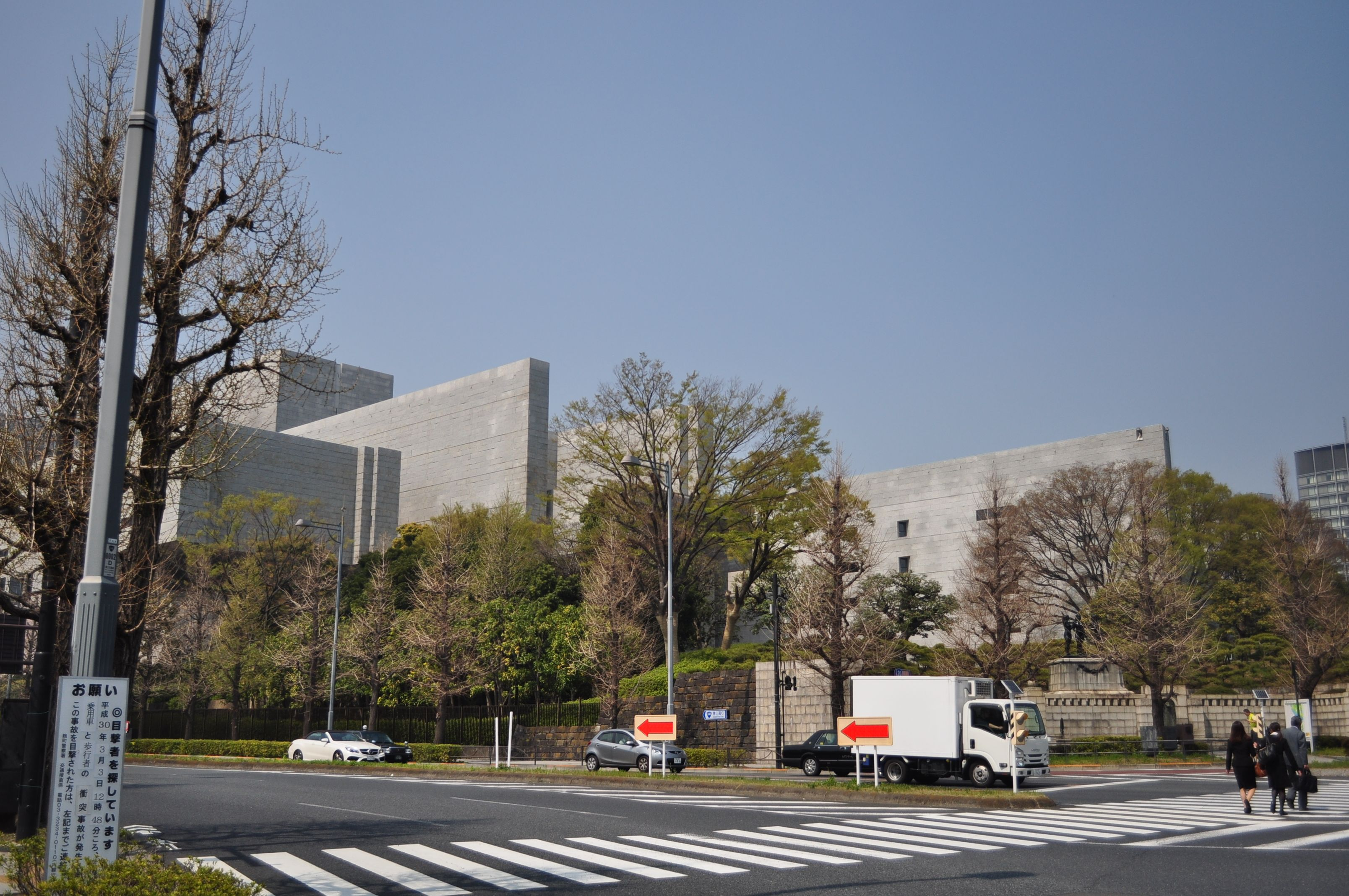
三宅坂交差点より見る（2018年3月28日撮影）
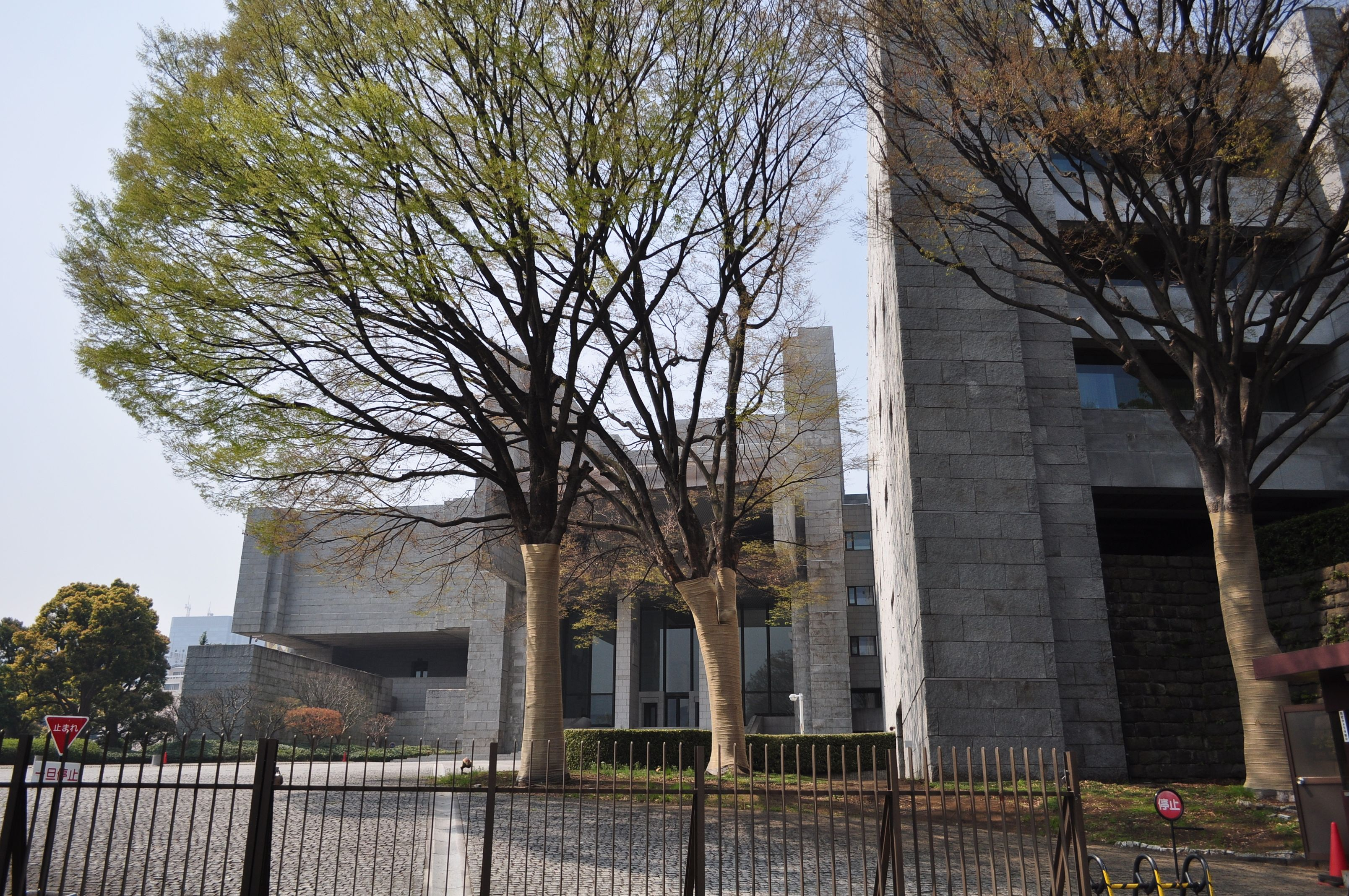
入口（2018年3月28日撮影）
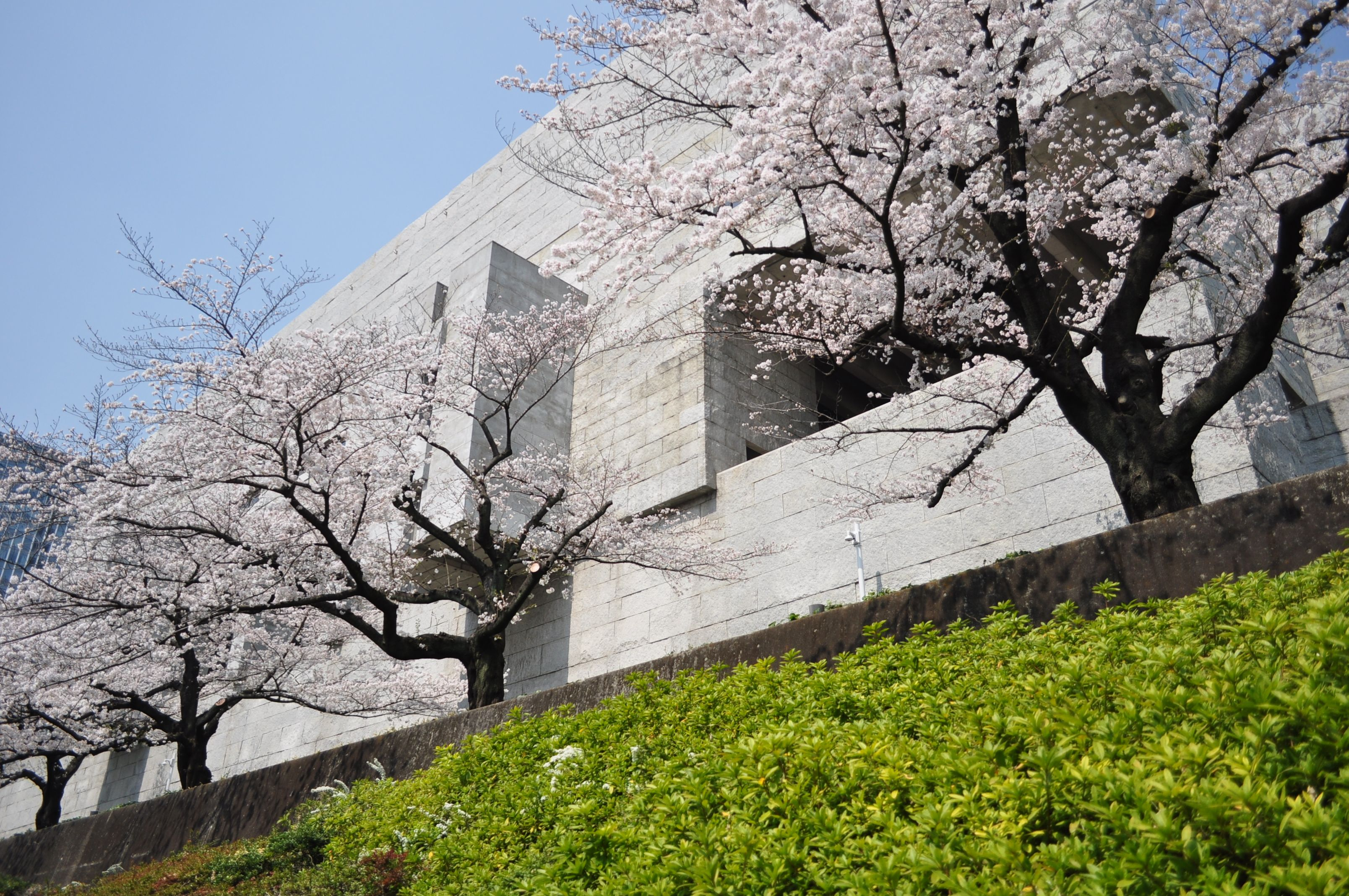
青山通り側の最高裁判所の桜（2018年3月28日撮影）
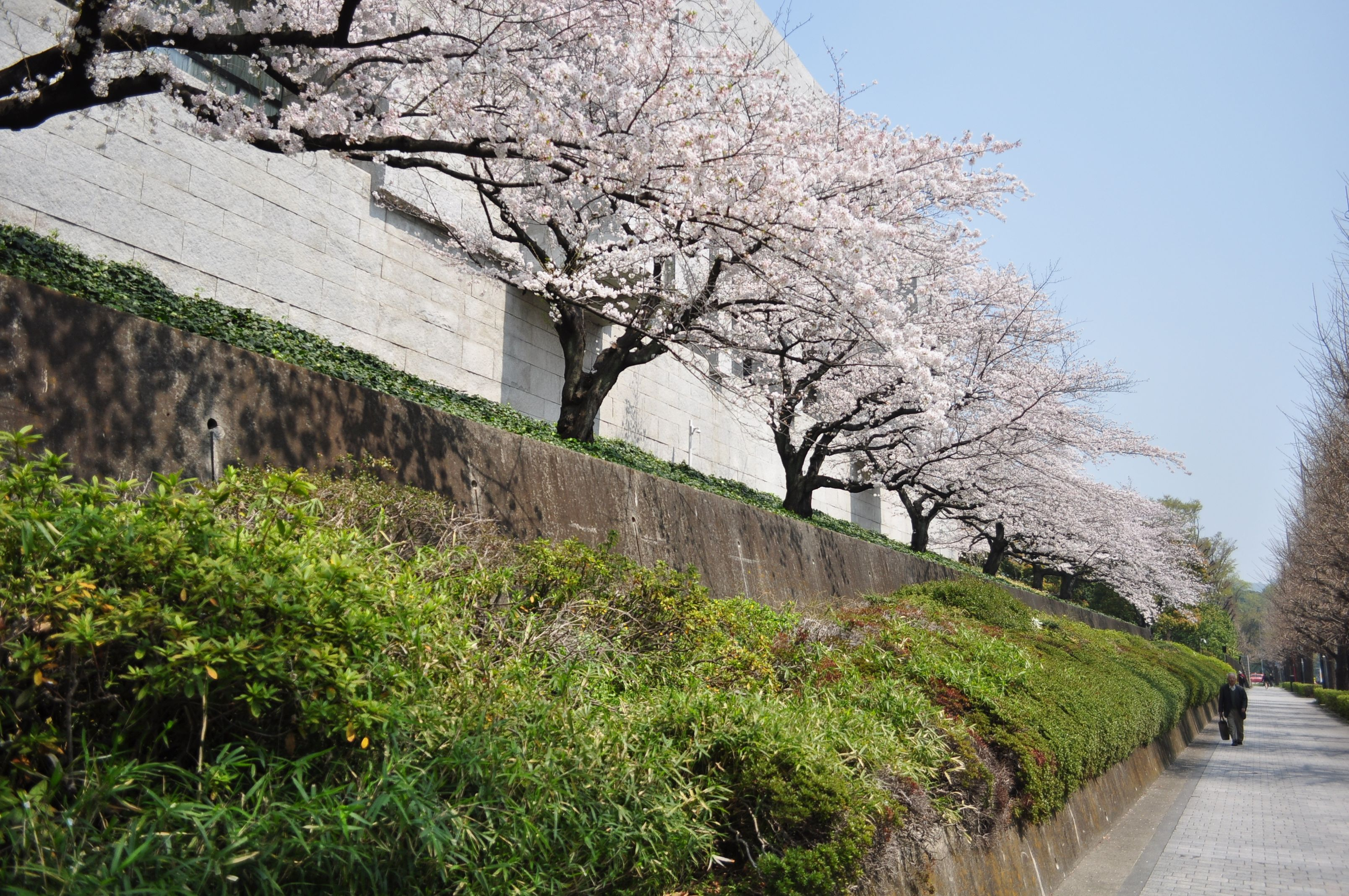
同左（2018年3月28日撮影）

## 各国の最高裁判所
「最高裁判所」(Supreme Court) という名の裁判所
- アイスランド - アイスランド最高裁判所        (Hæstiréttur Íslands)
- アイルランド - 最高裁判所 (Cúirte Uachtaraí)
- アゼルバイジャン - アゼルバイジャン最高裁判所（英語版） (Supreme Court of Azerbaijan)
- アフガニスタン - アフガニスタン最高裁判所（英語版） (Supreme Court of Afghanistan)
- アメリカ合衆国 - 合衆国最高裁判所 (Supreme Court of the United States)
  - 州が一国で、また自治体の権限が強いアメリカは、州や市単位で最高裁判所がある。
- アラブ首長国連邦 - アラブ首長国連邦最高裁判所（英語版） ( المحكمة الاتحادية العليا )
- アルジェリア - アルジェリア最高裁判所（英語版） ( المحكمة العليا )
- アルバニア - アルバニア最高裁判所（英語版） (Gjykata e Lartë e Shqipërisë)
- イギリス - 連合王国最高裁判所 (Supreme Court of the United Kingdom)。かつては貴族院 (House of Lords)
- イスラエル - イスラエル最高裁判所 (הַמִּשְׁפָּט הָעֶלְיוֹן)
- イタリア - イタリア最高裁判所（英語版） (Corte Suprema di Cassazione)
- イラク - イラク連邦最高裁判所（英語版） (المحكمة الاتحادية العليا)
- イラン - イラン最高裁判所（英語版） (دیوان عالی ایران)
- インド -  インド最高裁判所 (Supreme Court of India)
- インドネシア - 最高裁判所（Mahkamah Agung）
- ウガンダ - ウガンダ最高裁判所（英語版） (Supreme Court of Uganda)
- ウクライナ - ウクライナ最高裁判所（英語版） (Верховний Суд України)
- ウズベキスタン - ウズベキスタン共和国最高裁判所 (Supreme Court of the Republic of Uzbekistan)。
- ウルグアイ - ウルグアイ最高裁判所（英語版） (Suprema Corte de Justicia de Uruguay)
- エストニア - エストニア最高裁判所（英語版） (Riigikohus)
- エチオピア - エチオピア連邦最高裁判所（英語版） (የኢትዮጵያ ፌድራል ጠቅላይ ፍርድ ቤት)
- エルサルバドル - エルサルバドル最高裁判所（英語版） (Supreme Court of Justice of El Salvador)
- オーストリア - オーストリア最高裁判所（英語版） (Oberster Gerichtshof)
- オランダ - オランダ最高裁判所 (Hoge Raad der Nederlanden)
- カザフスタン - カザフスタン最高裁判所（英語版）  (ƚаза͛стан Республикасыны ͣ Жо ͓ар͓ы Соты)
- カナダ - カナダ最高裁判所 (Supreme Court of Canada)
- シンガポール - 最高裁判所（Supreme Court）
- スウェーデン - スウェーデン最高裁判所 (Högsta domstolen)
- スリランカ - スリランカ最高裁判所
- 日本 - 最高裁判所。かつては大審院（明治憲法下の司法裁判所における最上級審[3]）
- バングラデシュ - バングラデシュ最高裁判所
- ブラジル - 連邦最高裁判所 (Supremo Tribunal Federal)
- ミャンマー - 連邦最高裁判所（ပြည်ထောင်စုတရားလွှတ်တော်ချုပ်）
- ロシア - ロシア連邦最高裁判所（Верховный суд Российской Федерации）

「最高人民法院」 (Supreme People's Court)という名の裁判所
- 中華人民共和国 - 最高人民法院
  -  香港 - 終審法院 (Court of Final Appeal)
- ベトナム - 最高人民法院（英語版） (Tòa án nhân dân tối cao)
- ラオス - 最高人民法院（英語版） (ສານປະຊາຊົນສູງສຸດ)
- キューバ - 人民最高裁判所（英語版） (Tribunal Supremo Popular)

「最高裁判所」という名以外の最上級裁判所
- アルゼンチン - 国家最高司法裁判所
- エリトリア - エリトリア高等裁判所（英語版） (High Court of Eritrea)
- オーストラリア - オーストラリア高等裁判所 (High Court of Australia)
- スイス - 連邦裁判所 (Bundesgerichtshof)
- 韓国 - 大法院。英称は Supreme Court of Korea。
- 中華民国（台湾） - 最高法院（最上級の行政裁判所として最高行政法院）
- ドイツ - 連邦裁判所 (Bundesgerichtshof)。かつてはライヒ裁判所（ドイツ帝国から第三帝国まで）や帝国カンマー裁判所及び帝国宮廷裁判所（神聖ローマ帝国）
- フランス - 破毀院（最上級の行政裁判所として国務院）
- ベルギー - 破毀院
- メキシコ - 国家最高司法裁判所
- 北朝鮮 - 中央裁判所（2010年から2016年まで最高裁判所）

この他、連邦国家等では各州に州最高裁判所が存在することもある。